# 娜塔莎·加爾金娜
娜塔莎·加爾金娜（英語：Natasha Galkina，1985年12月18日—），美國模特兒，來自俄羅斯，她現在居住在德克薩斯州的達拉斯，是《全美超級模特兒新秀大賽》第八季亞軍。

## 比賽之前
娜塔莎在俄羅斯出生和長大，故她的英文說得並不是很流利。娜塔莎18歲時嫁給美國人丈夫斯圖爾特（Stuart），婚後丈夫把娜塔莎申請由俄羅斯移民至美國，並得到綠卡。她稱她的丈夫比她年長20歲。娜塔莎有一個女兒，名叫安祖蓮娜（Angelina）。

## 全美超級模特兒新秀大賽
娜塔莎第一次會見評判時，她說她的丈夫是徹底改變她的生命的男人。在俄羅斯娜塔莎一直沒有機會當模特兒，直到認識到她的丈夫。娜塔莎說想代表美國，因為這個國家改變了她的一生。
就在面試那集，莎拉（Sarah）說她曾穿上五吋半的高跟鞋走香奈兒的時裝展，娜塔莎立即反駁她說：「不是香奈兒，是Dior才對。」引來莎拉的反感。同時，娜塔莎的來歷亦令到其他女孩感到懷疑。另外，嘉儀（Kathleen）和其他的女孩討論打嗝，娜塔莎說模特兒要當淑女，模特兒不會打嗝。這些說話引來了韻妮（Renee）的不滿，兩人還爭辯起來。
娜塔莎在第三集拍攝扮演「教師的寵兒」很不順利，令她十分沮喪，在那集的評審環節，泰雅轉述杰伊說娜塔莎比第三季的安還難指導。最後評判選了她和倩瑪（Samantha）進入包尾二人，這次娜塔莎得以倖存。
經過這次進入包尾後，娜塔莎在往後的拍攝開始有非常顯著的進步，更是第一位連續六星期首名和次名入圍的參賽者。
在第八集，韻妮和迪安（Dionne）的家人和子女來到屋中探望她倆，令到娜塔莎更加掛念在家中的丈夫和女兒。
在第九集，娜塔莎首次勝出了小挑戰，並且會在《泰雅·賓絲脫口秀》中出現。在該集娜塔莎更第一名入圍，並且成為該週的本週封面女郎。
第十二集，娜塔莎被其他三名參賽者杯葛，在評審時泰雅問她們誰最沒有潛質，其餘三女都指娜塔莎是最沒有潛質的女郎，最後娜塔莎因此進入包尾二人，但再一次不用被淘汰，因為评委认为其餘三女只是出於妒嫉而已。在季度決賽時，娜塔莎和韻妮一同進入包尾二人，但娜塔莎再次逃過被淘汰的命運和冠軍彩蓮進入決賽。評判決定誰是冠軍後，娜塔莎終於落敗給冠軍彩蓮了。
娜塔莎三次被當選為本週封面女郎。
娜塔莎在比賽中兩次首名入圍，也勝出一次小挑戰。
|      | 拍攝題材                                    | 入圍名次 | 附註                      |
| 預賽 | 訓練營照／派對照                            | 1/14     | 首名入圍                  |
| 1    | 政治爭議                                    | 11/13    |                           |
| 2    | 校園風雲                                    | 11/12    | 進入包尾二人              |
| 3    | 糖衣女郎                                    | 8/11     |                           |
| 4    | 兇案現場                                    | 2/10     |                           |
| 5    | 性別交換                                    | 1/9      | 首名入圍                  |
| 6    | 四種心中個性                                | 2/8      | 當選本週封面女郎          |
| 7    | 歷屆比賽事件                                | 2/7      | 勝出小挑戰                |
| 8    | 封面女郎澳洲內陸廣告                        | 1/6      | 首名入圍+當選本週封面女郎 |
| 9    | 感性泳裝照／性感泳裝照                      | 2/5      | 當選本週封面女郎          |
| 10   | 土著舞蹈                                    | 3/4      | 進入包尾二人              |
| 11-1 | My Life As a Cover girl 及 Cover Girl唇彩照 | 2/3      | 進入包尾二人              |
| 11-2 | 冠亞軍走秀                                  | 2/2      | 亞軍                      |

## 比賽過後
娜塔莎在MySpace開創了用戶頁，還貼上了近期的照片，她更踢爆了網上所謂韻妮的MySpace是假冒的。

## 外部連結
- 娜塔莎·加爾金娜在互联网电影资料库（IMDb）上的資料（英文）
- 娜塔莎·加爾金娜的MySpace主頁
- 娜塔莎的相冊 （页面存档备份，存于）

| 前任： 梅露絲·畢卡史達夫 | 全美超級模特兒新秀大賽亚軍 第八季 | 繼任： 珊圖·鍾斯 |